# 8736 Shigehisa
8736 Shigehisa eller 1997 AD7 är en asteroid i huvudbältet som upptäcktes den 9 januari 1997 av den japanska astronomen Takao Kobayashi vid Ōizumi-observatoriet. Den är uppkallad efter den japanske astronomen Osao Shigehisa.
Asteroiden har en diameter på ungefär 4 kilometer.